# Mochila-helicóptero

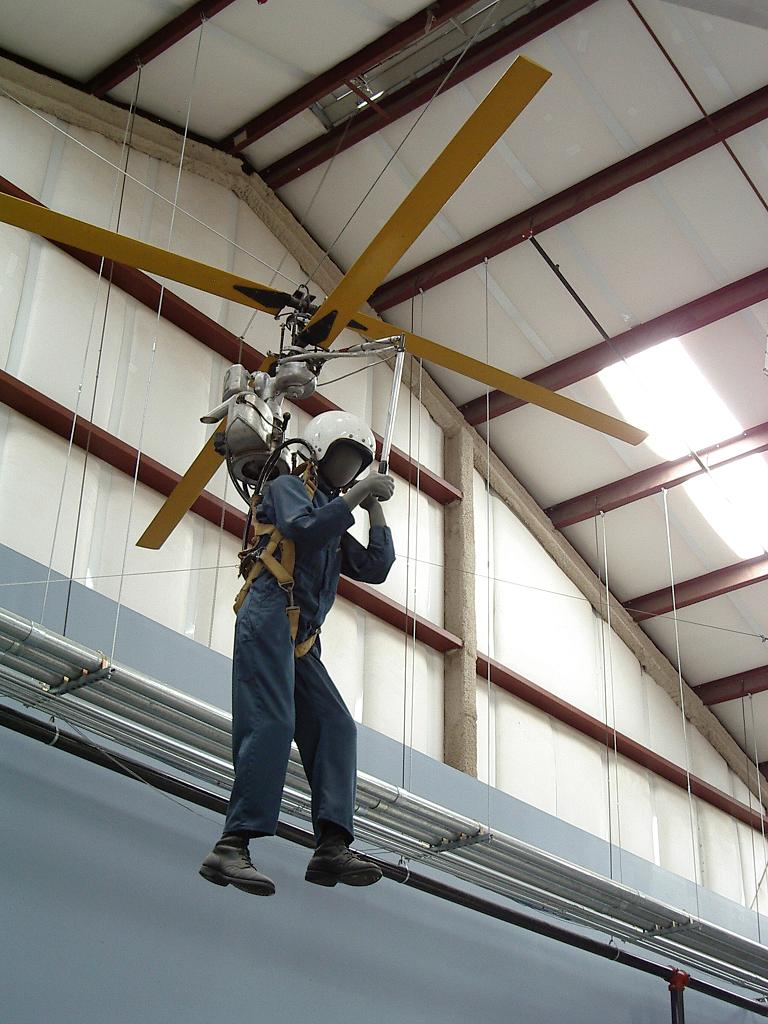
O Pentecost Hoppicopter, uma mochila-helicóptero funcional.

Uma mochila-helicóptero é um equipamento que consiste em um motor, rotor e dispositivos de controle embutidos numa mochila, de modo que o usuário possa caminhar no solo o carregando em suas costas e levantar voo quando quiser. Seu arnês, assim como os arneses dos paraquedas, deve possuir um cruzamento passando por entre as pernas, para evitar que o piloto não se desprenda do equipamento durante o voo. Alguns modelos podem utilizar um ventilador canalizado para aumentar o empuxo. Vários inventores tentaram fabricar mochilas-helicópterosss, com resultados variados.
Normalmente, uma mochila-helicóptero difere de um helicóptero tradicional em dois aspectos. Primeiro, não há rotor de cauda, e os principais rotores são contrarrotatórios. A guinada é controlada pelo ajuste suave de um motor diferencial na direção de transmissão do rotor. Quando um rotor é ajustado para girar ligeiramente mais rápido que o outro, tem-se a indução à guinada, ou movimento rotatório. Segundo, os rotores são pinos fixos para fins de simplicidade, mas isto implica que em casos de falência do rotor, a autorrotação é impossível. Normalmente, um paraquedas balístico é embutido para garantir a segurança.
Uma publicação centífica popular em 1969 descreveu uma mochila-helicóptero que utilizava pequenos motores a jato na ponta dos rotores ao invés de rotores contrarrotatórios. Este design permitiria a autorrotação. Um dispositivo relacionado é a mochila-helicóptero que inclui um assento e suporte para as pernas o que torna este tipo de aparelhos um verdadeiro helicóptero aberto em pequena escala. Teoricamente, um helicóptero seria mais eficiente que um propulsor a jato, possuindo maior impulso específico, e sendo mais adequado para pairar no ar devido à menor velocidade dos gases propelidos.

## Exemplos

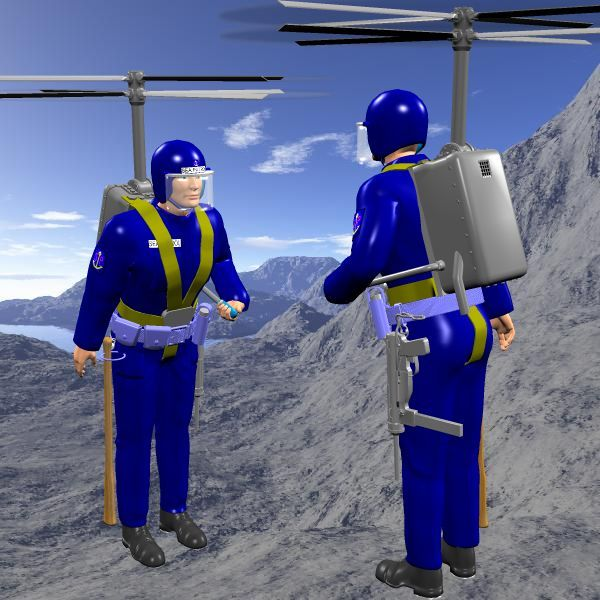
Um modelo possível de mochila-helicóptero com rotores gêmeos contrarrotatórios.

### Apenas mochila
- O Heliofly foi um protótipo desenvolvido na Alemanha a partir de 1941 em diante.[1][2]
- O Pentecost Hoppicopter foi desenvolvido por um inventor independente e demonstrado para as forças armadas em 1945.
- Rhyme (fabricado no Japão)
- Libelula, da Tecnologia Aeroespacial Mexicana (TAM) com um rotor de duas pás impulsionado por um pequeno motor de foguete na ponta de cada pá. Info. (Eles também fabricam propulsores a jato.)
- O NASA Puffin é outro helicóptero VTOL acoplável, e tal como o AeroVironment SkyTote pode mudar sua direção de voo para o horizontal [3]

### Com assento
- SoloTrek XFV (Veículo voador em exoesqueleto).
- Martin Jetpack
- A Vortech desenvolveu vários modelos com assento.[4] Essa companhia também desenvolveu um modelo de mochila simples com duas pás longas no rotor impulsionadas por um motor a jato a propano na terminação de cada pá.
- GenH4[5]
- O Springtail da The Aerospace Corporation[6]

## Na cultura popular
As mochilas-helicópteross são um gadget relativamente popular na ficção científica. O SoloTrek XFV apareceu em filmes de espionagem como o Agent Cody Banks de 2003.
Na vida real, as mochilas-helicópteross são pilotadas com o corpo em posição vertical, mas algumas ilustradas na ficção (por exemplo em Dan Dare) são pilotadas com o corpo em posição horizontal.
Vários personagens de filmes de ação apareceram equipados com mochilas-helicópteross. Este acessório era parte da linha de briquedos G.I. Joe em que cada boneco poderia utilizá-lo. O personagem do Annihilator possuía uma mochila-helicóptero como parte de seus acessórios. Outro exemplo de seu uso com o corpo na posição vertical é na unidade do Turbo-Copter para o popular boneco de brinquedo do Action Man.
- O jogo H.E.R.O. para Commodore 64 de 1984 (Helicopter Emergency Rescue Operation) tinha um protagonista usuário de mochila-helicóptero.
- O jogo Super Monkey Ball Deluxe mostra Dr. Bad-Boon utilizando uma mochila-helicóptero.
- No jogo de Scribblenauts de 2009 uma mochila-helicóptero pode ser abreviada como "helibackpack".[7]
- No filme de 1973 "Sleeper" de Woody Allen, o personagem Miles Monroe tenta escapar das forças de segurança do governo utilizando uma mochila-helicóptero ineficiente. Ele não era capaz de se elevar além de alguns pés acima do solo por poucos segundos, mesmo batendo os braços.
- Rotor, um vilão da linha de brinquedos de 2010 Hero Factory da LEGO possui uma mochila-helicóptero que é utilizada tanto como arma quanto para levantar voo.
- Uma mochila-helicóptero aparece na série Ratchet and Clank.
- Karlsson-on-the-Roof dos livros de Astrid Lindgren possui um equipamento similar a uma mochila-helicóptero em suas costas.
- O Inspector Gadget também possuía um helicóptero, que apesar de não ser uma mochila, ficava no topo de seu chapéu.